# Contea di Marshall (Iowa)
La contea di Marshall (in inglese Marshall County) è una contea dello Stato dell'Iowa, negli Stati Uniti. La popolazione al censimento del 2000 era di 39 311 abitanti. Il capoluogo di contea è Marshalltown.